# David Gautier
David Gautier (Cholet, 8 gennaio 1980) è un ex cestista e allenatore di pallacanestro francese.

## Palmarès

### Giocatore
- Coppa di Francia: 1

Cholet: 1999